# Radio Corporation of America
Radio Corporation of America (скор. до RCA) — американська компанія, яка існувала з 1919 р. до 1986 р.
Компанією RCA було створено першу в світі комерційну мережу радіомовлення — NBC (National Broadcasting Company). У міжвоєнний період компанія була головним виробником електровакуумних ламп під брендом Radiotron. Також вона виробляла радіоприймачі, телевізори, грамофони. У 1939 році RCA представила на Всесвітній виставці у Нью-Йорку повністю електронну телевізійну систему. В 1953 році розроблена компанією система кольорового телебачення була ухвалена «National Television Systems Committee» як американський стандарт NTSC.